# Romanas Arlauskas
Romanas Arlauskas (* 11. Juni 1917 in Kaunas; † 22. September 2009 in Adelaide, Australien) war ein litauischer, später australischer Schachspieler. 1936 spielte er bei der inoffiziellen Schacholympiade Schach-Olympia 1936 in München am sechsten Brett der litauischen Mannschaft. 1944 floh Arlauskas nach Deutschland, von dort aus emigrierte er 1948 nach Australien. 1949 wurde er südaustralischer Meister. Vor seiner Auswanderung war Arlauskas nur im Nahschach aktiv (und erreichte im Februar 1946 seine höchste historische Elo-Zahl von 2525), danach spielte er überwiegend Fernschach. 1965 wurde er Fernschachgroßmeister. 1965 belegte er den 3. Platz bei der vierten Weltmeisterschaft im Fernschach.